# الرابطة العالمية لمترجمي لغة الإشارة
الرابطة العالمية لمترجمي لغة الإشارة ( WASLI ) هي منظمة دولية تهدف إلى الترويج لمهنة الترجمة الفورية للغة الإشارة.
تأسست WASLI في 23 يوليو 2003 خلال المؤتمر العالمي الرابع عشر للاتحاد العالمي للصم في مونتريال، كندا. يقع مكتبها في أستراليا.

## روابط خارجية
- موقع الكتروني